# Momo (plat traditionnel)
Pour les articles homonymes, voir Momo.
Le momo (tibétain : མོག་མོག་, Wylie : mog mog) est un ravioli tibétain, cuit à la vapeur, ou plus rarement bouilli, farci de viande ou de légumes et accompagné d'une sauce piquante. Il est devenu mets traditionnel également au Népal et au Bengale-Occidental (particulièrement à Darjeeling). Le momo est très prisé en Asie du Sud et se trouve dans nombre de restaurants et d'étals de rue.

## Histoire

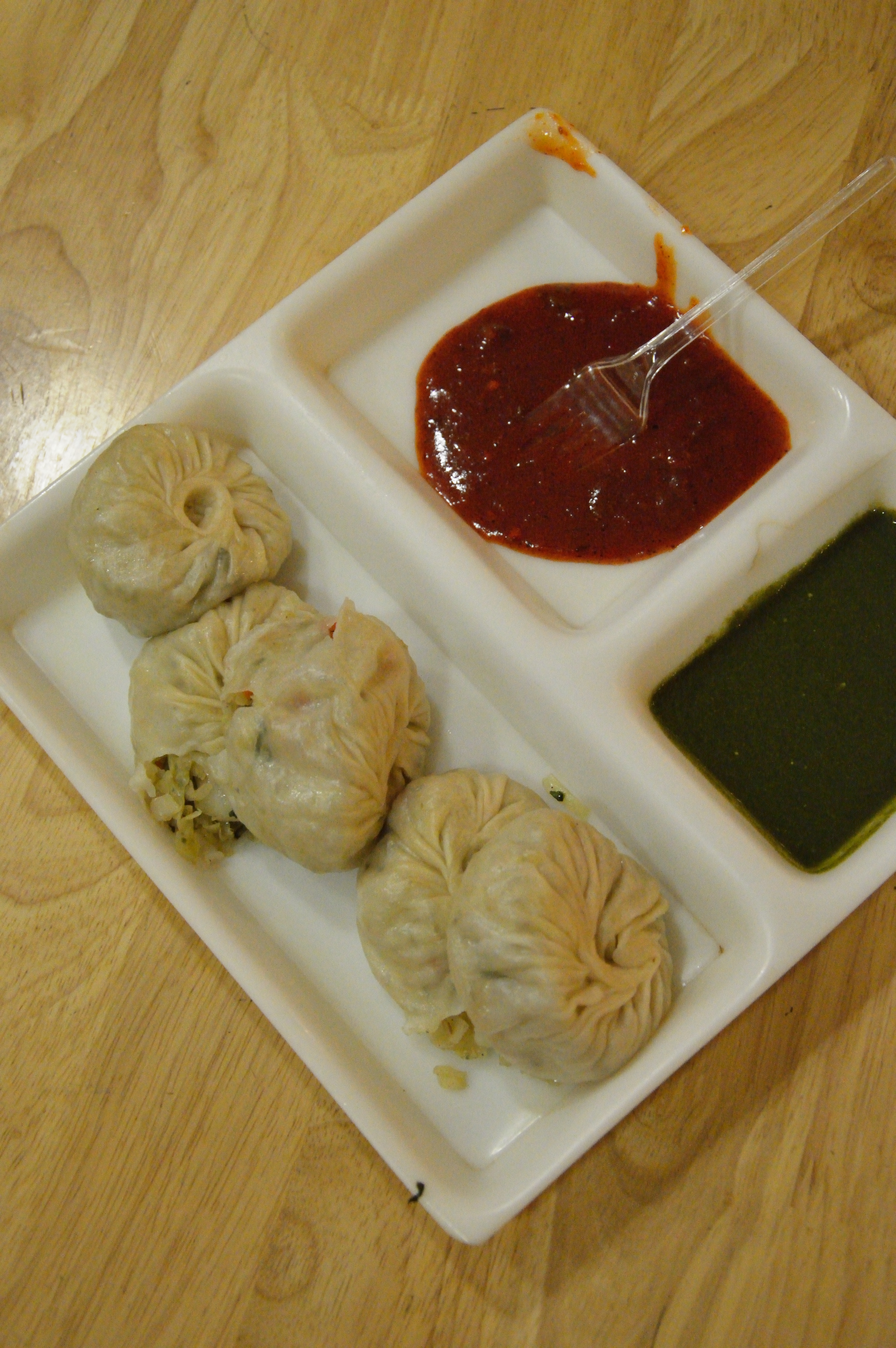
Momos végétariens.

Selon une légende très répandue, les raviolis sont nés il y a environ 1 800 ans, au crépuscule de la dynastie Han en Chine : le médecin Zhang Zhongjing, considéré comme l'un des fondateurs de la médecine traditionnelle chinoise, aurait confectionné les premiers raviolis à partir de pâte, de viande, de piment et d'herbes pour les servir bouillis comme remède contre les morsures du gel.
Le plat étant très prisé par la communauté newar de la vallée de Katmandou, on pense que les marchands ambulants newars se rendant depuis le XVIIe siècle à Lhassa au Tibet, où le momo était un mets traditionnel, en ont rapporté la recette dans leur pays mais en remplaçant la viande de yack et les oignons par celle de buffle et en y ajoutant du gingembre, de l'ail et des épices. Le momo tibétain est devenu le momo-cha népalais, plus petit et servi dans des cornets. En gagnant la plaine indo-gangétique, le momo a vu sa farce à la viande remplacée par des légumes pour répondre aux besoins des hindous végétariens.

## Description
Le momo est confectionné à partir d'un carré de pâte à base de farine de blé, farci de légumes, de fromage, ou d'un hachis de viande de yack ou de bœuf, agrémenté de poivre du Sichuan, d’ail, d’oignon, de gingembre, de cumin et de coriandre. Cette farce peut varier à l'infini selon les recettes familiales. Les momos sont servis accompagnés en général de sauce piquante composée de divers piments.
Équivalent tibétain du thali des Indiens, le momo est tout à la fois nourrissant et peu onéreux (par exemple, à Dharamsala, cinq momos aux épinards et à la pomme de terre coûtent dix roupies). Les momos font office de nourriture de rue rapide et traditionnelle, mais aussi de plat de fête et de réunions familiales.
On retrouve un plat similaire dans les cuisines d'Asie centrale et turque (mantı), chinoise (jiaozi, baozi et shaomai), mongole (buuz), russe (pelmeni) et coréenne (mandu), japonaise (gyoza), ou encore réunionnaise (bouchon).